# Crepidodera aurata
Crepidodera aurata är en skalbaggsart som först beskrevs av Thomas Marsham 1802.  Crepidodera aurata ingår i släktet Crepidodera, och familjen bladbaggar. Arten är reproducerande i Sverige.

## Bildgalleri

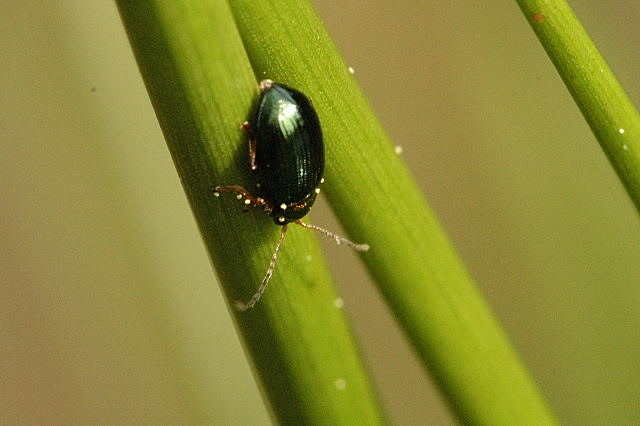
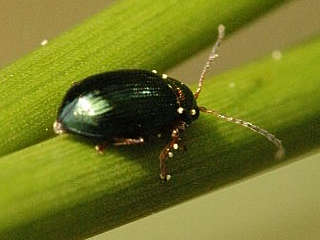
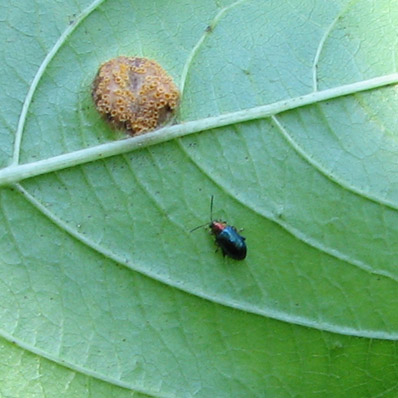